# Плімут (Мічиган)
Плімут (англ. Plymouth) — місто (англ. city) в США, в окрузі Вейн штату Мічиган. Населення — 9370 осіб (2020).

## Географія
Плімут розташований за координатами 42°22′16″ пн. ш. 83°28′3″ зх. д. / 42.37111° пн. ш. 83.46750° зх. д. (42.371246, -83.467617).  За даними Бюро перепису населення США в 2010 році місто мало площу 5,76 км², з яких 5,73 км² — суходіл та 0,03 км² — водойми.

## Демографія
Згідно з переписом 2010 року, у місті мешкали 9132 особи в 4314 домогосподарствах у складі 2218 родин. Густота населення становила 1586 осіб/км².  Було 4652 помешкання (808/км²).
Расовий склад населення:
| - 94,2 % — білих - 2,2 % — азіатів - 1,6 % — чорних або афроамериканців - 0,3 % — корінних американців |

До двох чи більше рас належало 1,4 %. Частка іспаномовних становила 1,8 % від усіх жителів.
За віковим діапазоном населення розподілялося таким чином: 21,5 % — особи молодші 18 років, 64,5 % — особи у віці 18—64 років, 14,0 % — особи у віці 65 років та старші. Медіана віку мешканця становила 39,2 року. На 100 осіб жіночої статі у місті припадало 92,2 чоловіків;  на 100 жінок у віці від 18 років та старших — 88,5 чоловіків також старших 18 років.
Середній дохід на одне домашнє господарство  становив 93 429 доларів США (медіана — 75 949), а середній дохід на одну сім'ю — 116 695 доларів (медіана — 99 828). Медіана доходів становила 75 333 долари для чоловіків та 53 986 доларів для жінок. За межею бідності перебувало 5,9 % осіб, у тому числі 5,6 % дітей у віці до 18 років та 4,1 % осіб у віці 65 років та старших.
Цивільне працевлаштоване населення становило 4806 осіб. Основні галузі зайнятості: освіта, охорона здоров'я та соціальна допомога — 25,4 %, виробництво — 17,1 %, науковці, спеціалісти, менеджери — 13,8 %.